# Heather Peace
Pour les articles homonymes, voir Heather et Peace.
Heather Peace, née le 16 juin 1975 à Bradford, est une chanteuse et actrice britannique ouvertement lesbienne. En tant qu'actrice, elle est connue pour son travail dans de nombreuses séries télévisées. En 2010, elle joue le rôle de Sam Murray dans la série lesbienne Lip Service produite par la BBC.
Elle est vue comme un modèle dans la communauté LGBT.
Elle joue Eve Panesar-Unwin dans le soap opera EastEnders.
Elle a trois filles avec Ellie Dickinson.

## Discographie
- 2012 : Fairytales

1. Better Than You
2. Fight For
3. Make Me Play
4. Never Been a Girl Like You
5. Harmony
6. Familiar Creature
7. My Way Only
8. Lost
9. Sabotage
10. You're for Keeps
11. Thank God for You
12. Fairytales

## Filmographie

### Cinéma
- 2009 : 31 North 62 East : Kimberley Mandelson
- 2011 : Carcéral: Dans l'enfer de la taule (Screwed) de Reg Traviss
- 2015 : Never Let Go : Jeanette Burrows

### Télévision
- 1996 - 1997 : Emmerdale
- 1997 : The Bill
- 1997 : Dangerfield
- 2001 : Thunder Road
- 1998 - 2002 : La Brigade du courage[4]
- 2003 : The Devil's Tattoo
- 2003 : Where the Heart Is
- 2004 : Down to Earth
- 2006 : Casualty
- 2006 : Mayo
- 2005 - 2006 : Ultimate Force[5]
- 2007 : L'œil du tueur
- 2006 - 2007 : The Chase[6]
- 2008 : Coronation Street
- 2008 : Heartbeat : Janet Burr
- 2009 : Blue Murder : Sally Jowell
- 2010 - 2012 : Lip Service : Sam Murray
- 2012 - 2014 : Waterloo Road[7] : Nicki Boston
- 2014 : Prey : Abi Farrow
- 2003 - 2015 : Doctors : Claire Freeman / Emily Shepherd / Lisa Rush / Jackie Summers
- 2002 - 2016 : Holby City : Alex Dawson / DS Karen Tate / Gina Wilson
- 2016 : The Coroner (série télévisée) : Chrissy Woodward
- 2022 : This England (mini-série)